# Aeroportul Pelaneng
Aeroportul Pelaneng (IATA: PEL, ICAO: FXPG) este un aeroport din Districtul Leribe, Lesotho.
Situat la o altitudine de 2.195 m, aeroportul dispune de o singură pistă.